# Hohenlohe-Insel
Die Hohenlohe-Insel (russisch остров Гогенлоэ, Ostrow Gogenloe) ist eine unbewohnte Insel des zu Russland gehörenden arktischen Franz-Josef-Landes. 
Sie ist von der Rudolf-Insel, der nördlichsten Insel des Archipels, durch den etwa 10 km breiten Neumayer-Sund getrennt. Etwa 10 km südwestlich gelegen ist die Karl-Alexander-Insel. Der Hohenlohe-Insel nordöstlich vorgelagert sind die Oktjabrjata-Felseilande (Острова Октябрята).

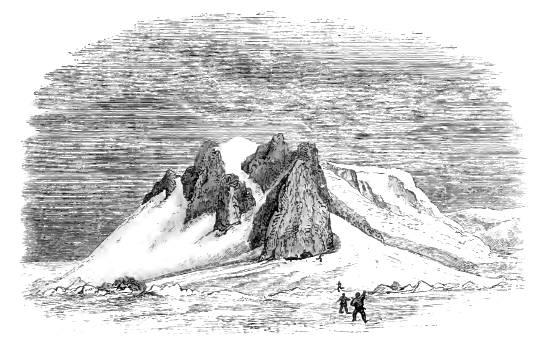
Kap Schrötter

Mit einer Länge von etwa acht Kilometern und einer Fläche von 38 km² gehört die Hohenlohe-Insel zu den kleineren der Inselgruppe. Sie ist fast vollständig von zwei ineinander übergehenden flachen Eiskappen bedeckt, die eine Höhe von etwa 200 m erreichen. Einige felsige Kaps ragen aus dem Eispanzer hervor, besonders das markante Kap Schrötter im Norden, benannt nach Anton Schrötter von Kristelli. 
Die Insel wurde während der Österreich-Ungarischen Nordpolarexpedition im April 1874 entdeckt und von Julius Payer nach dem fränkischen Adelsgeschlecht Hohenlohe benannt. Unter Zurücklassung seiner erschöpften Mannschaft am Kap Schrötter erreichte Payer von hier aus mit zwei Begleitern die Rudolf-Insel und den Endpunkt seiner Expedition, das Kap Fligely. Die Payer-Weyprecht-Gedächtnisexpedition, die den Spuren Payers folgte, endete im Mai 2005 am Kap Schrötter.